# Fleur East
Fleur East (* 29. Oktober 1987 in London) ist eine britische Popsängerin.

## Biografie
Fleur East stammt aus Walthamstow im Norden Londons und ist die Tochter eines britischen Vaters und einer ghanaischen Mutter. Sie nahm 2005 erstmals an der britischen Castingshow The X Factor als Teil der Addictiv Ladies teil. Die Gruppe schied jedoch bereits in der ersten Livesendung aus. Danach konzentrierte sie sich erst einmal auf ihr Studium und machte an der Queen Mary Universität ihren Abschluss in Journalismus und Zeitgeschichte. 2012 unterschrieb sie einen Plattenvertrag mit dem Label Strictly Rhythm und veröffentlichte die Solo-EP She. Einen ersten Erfolg hatte sie als Gastsängerin des Projekts Drumsound & Bassline Smith bei One in a Million, das es bis in die offiziellen britischen Charts schaffte.
2014 nahm Fleur East zum zweiten Mal bei der inzwischen 11. Staffel von X Factor teil, diesmal als Solistin. Besondere Aufmerksamkeit erregte sie mit ihrer Darbietung von Uptown Funk, mit dem Mark Ronson und Bruno Mars einen weltweiten Hit hatten, das aber zu dem Zeitpunkt in Großbritannien noch gar nicht veröffentlicht worden war. Unmittelbar nach der Sendung stand sie damit auf Platz 1 der iTunes-Downloadcharts, das Lied wurde aber nicht in den offiziellen Charts gelistet. Am Ende belegte sie Platz 2 des Wettbewerbs hinter Ben Haenow. Danach dauerte es fast ein Jahr, bis sie ihr Debütalbum Love, Sax and Flashbacks fertiggestellt hatte. Vorab erschien die Single Sax, die auf Anhieb auf Platz 3 der Charts einstieg. Das Album erreichte im Dezember Platz 14.

## Diskografie
Alben
- 2015: Love, Sax and Flashbacks
- 2020: Fearless

EPs
- 2012: She

Lieder
- 2013: Turn the Lights On
- 2014: UpTown Funk! (live bei The X Factor)
- 2015: Sax
- 2015: Breakfast
- 2016: More & More
- 2017: Like That
- 2019: Favourite Thing
- 2019: Figured Out
- 2019: Size
- 2020: Lucky
- 2020: Mine
- 2020: Not Alone

Gastbeiträge
- 2012: The One (Horx & P3000 feat. Fleur)
- 2013: One in a Million (Drumsound & Bassline Smith feat. Fleur)
- 2014: Around and Around (Cicada feat. Fleur)
- 2014: Could You Be the One (Wideboys feat. Fleur)

## Auszeichnungen für Musikverkäufe
| Goldene Schallplatte - Mexiko - 2020: für die Single Sax - Spanien - 2024: für die Single Sax |

Anmerkung: Auszeichnungen in Ländern aus den Charttabellen bzw. Chartboxen sind in ebendiesen zu finden.
| Land/RegionAuszeichnungen für Musikverkäufe (Land/Region, Auszeichnungen, Verkäufe, Quellen) | Silber  | Gold     | Platin  | Verkäufe | Quellen             |
| -------------------------------------------------------------------------------------------- | ------- | -------- | ------- | -------- | ------------------- |
| Mexiko (AMPROFON)                                                                            | —       | Gold1    | —       | 30.000   | amprofon.com.mx     |
| Spanien (Promusicae)                                                                         | —       | Gold1    | —       | 30.000   | elportaldemusica.es |
| Vereinigtes Königreich (BPI)                                                                 | Silber1 | —        | Platin1 | 660.000  | bpi.co.uk           |
| Insgesamt                                                                                    | Silber1 | 2× Gold2 | Platin1 |          |                     |